# 珠江道街道
珠江道街道，是中华人民共和国河北省秦皇岛市海港区下辖的一个乡镇级行政单位。

## 行政区划
珠江道街道下辖以下地区：
碧水园社区、和平里社区、华苑社区、漓江花园社区、大秦世家社区、青馨家园社区、自然家园社区、金色家园社区、兴龙尚府社区、华苑馨居社区和海韵家园社区。